# Dvorane
Pour le village kosovar, voir Dvorane (Suva Reka).
Dvorane (en serbe cyrillique : Дворане) est un village de Serbie situé sur le territoire de la Ville de Kruševac, district de Rasina. Au recensement de 2011, il comptait 489 habitants.

## Démographie

### Évolution historique de la population
| 1948 | 1953 | 1961 | 1971 | 1981 | 1991 | 2002 | 2011 |
| ---- | ---- | ---- | ---- | ---- | ---- | ---- | ---- |
| 781  | 804  | 775  | 739  | 772  | 728  | 594  | 489  |

|  |